# Gil Birmingham
Gil Birmingham (ur. 13 lipca 1953 w San Antonio) – amerykański aktor filmowy, znany między innymi z roli Billy’ego Blacka w filmie Zmierzch czy Moipa w End of the Spear.
Jest ze strony ojca Komanczem, zaś ze strony matki Hiszpanem. Ukończył studia na Uniwersytecie Południowej Kalifornii z tytułem Bachelor of Science i przez pewien czas pracował jako inżynier petrochemii. Był także kulturystą wyczynowym, a podczas ćwiczeń na siłowni został zauważony przez łowcę talentów. Wystąpił w teledysku do piosenki Diany Ross „Muscles” (1982), zanim zagrał postać policjanta w jednym z odcinków serialu NBC Riptide (1986).

## Filmy
- Dom II – następna historia (House II: The Second Story) (1987) jako Wojownik
- Jaguar (Le Jaguar) (1996)
- The Doe Boy (2001) jako Manny Deadmarsh
- Skins (2002) jako Sonny Yellow Lodge
- Groza w górach (Gentle Ben) (2002) jako Pete
- Samotny strażnik (The Lone Ranger) (2003) jako One Horn
- Czarne złoto (Gentle Ben 2: Danger on the Mountain) (2003) jako Pete
- Miłość wędrówka bez kresu (Love’s Long Journey) (2005) jako Sharp Claw
- End of the Spear (2005) jako Moipa
- California Indian (2007) jako Charles „Chi” Thomas
- Zmierzch (Twilight) (2008) jako Billy Black
- Saga „Zmierzch”: Księżyc w nowiu (Twilight Saga: New Moon) (2009) jako Billy Black
- Love Ranch (2009) jako szeryf Cortez
- Rango (2011) jako ranny ptak (głos)
- Saga „Zmierzch”: Przed świtem – część 1 jako Billy Black (2011)
- Aż do piekła (2016) jako Alberto Parker
- Wind River. Na przeklętej ziemi (2017)

## Seriale
- Riptide (1986) jako gliniarz
- Doktor Quinn (Dr. Quinn, Medicine Woman) (1993–1998) jako Odważny (gościnnie)
- Night Man (1997–1999) jako Vargas (1997) (gościnnie)
- Buffy: Postrach wampirów (Buffy the Vampire Slayer) (1997–2003) jako Facet z Peru (gościnnie)
- Sprawy rodzinne 2 (Family Law) (1999–2002) jako Bernard (2001) (gościnnie)
- Body & Soul (2002) jako Oz
- Weronika Mars (Veronica Mars) (2004–2007) jako Leonard Lobo (gościnnie)
- Misja: epidemia (Medical Investigation) (2004–2005) jako Walter Shephard (2005) (gościnnie)
- Na Zachód (Into the West) (2005) jako Dogstar
- Banshee (2013–2016) jako George Hunter
- House of Cards (2014) jako Daniel Lanagin
- Syrena (2018) jako Dale Bishop
- Yellowstone (2018–2024) jako Thomas Rainwater